# 一戸二郎

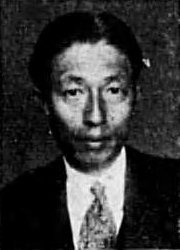
一戸二郎

一戸 二郎（いちのへ じろう、1894年（明治27年）1月20日 - 1938年（昭和13年）10月2日）は、日本の農商務・内務官僚。官選県知事。旧姓・西。

## 経歴
東京府出身。西大助の二男として生まれ、1897年に一戸氏を再興。第一高等学校を卒業。1917年7月、京都帝国大学法科大学政治経済学科を卒業。同年10月、文官高等試験行政科試験に合格。農商務省に入省し農商務属となる。
以後、臨時産業調査局事務官兼農商務大臣秘書官、製鐵所副参事、農商務事務官、同書記官、内務省社会局事務官、同書記官、台湾総督府事務官兼同秘書官、岐阜県書記官・学務部長、内務省社会局書記官・労働部労政課長などを歴任。
1932年6月、愛媛県知事に就任。道路、交通の整備に尽力。1935年1月、奈良県知事に転任。紀元二千六百年記念行事の準備を実施。また「奈良県政調査」を刊行した。1937年7月に知事を休職となった。墓所は多磨霊園。

## 家族
- 妻の和佐子は多額納税者・竹山淳平の長女。和佐子の祖父は岡田良一郎、伯父に岡田良平、男爵一木喜徳郎、弟に竹山道雄がいる。[6]
- 相婿に船田享二